# Borehamwood
Borehamwood es una villa del distrito de Hertsmere, en el condado de Hertfordshire (Inglaterra). Se encuentra, junto con Elstree, dentro de la parroquia de Elstree and Borehamwood y en el área metropolitana de Londres.

## Geografía
Según la Oficina Nacional de Estadística británica, Borehamwood tiene una superficie de 7,01 km².

## Demografía
Según el censo de 2001, Borehamwood tenía 31 172 habitantes (48,23% varones, 51,77% mujeres) y una densidad de población de 4446,79 hab/km². El 21,27% eran menores de 16 años, el 70,31% tenían entre 16 y 74 y el 8,42% eran mayores de 74. La media de edad era de 38 años.
El 86,21% eran originarios de Inglaterra y el 2,67% de otras naciones constitutivas del Reino Unido, mientras que el 3,37% eran del resto de países europeos y el 7,75% de cualquier otro lugar. Según su grupo étnico, el 91,64% de los habitantes eran blancos, el 1,6% mestizos, el 3,2% asiáticos, el 2,18% negros, el 0,76% chinos y el 0,62% de cualquier otro. El cristianismo era profesado por el 60,93%, el budismo por el 0,35%, el hinduismo por el 1,88%, el judaísmo por el 11,38%, el islam por el 1,67%, el sijismo por el 0,13% y cualquier otra religión por el 0,53%. El 14,82% no eran religiosos y el 8,31% no marcaron ninguna opción en el censo.
Del total de habitantes con 16 o más años, el 30,34% estaban solteros, el 48,9% casados, el 2,38% separados, el 9,18% divorciados y el 9,2% viudos. Había 12 747 hogares con residentes, de los cuales el 29,23% estaban habitados por una sola persona, el 11,75% por padres solteros con o sin hijos dependientes, el 35,53% por parejas casadas y el 8,62% sin casar, con o sin hijos dependientes en ambos casos, el 7,97% por jubilados y el 6,88% por otro tipo de composición. Además, había 245 hogares sin ocupar y 35 eran alojamientos vacacionales o segundas residencias.